# Andrew Bryniarski
Andrew Bryniarski  (Philadelphia (Pennsylvania), 13 februari 1969) is een Amerikaans filmacteur en voormalig bodybuilder.
Hij speelde Leatherface in de remake uit 2003 van The Texas Chain Saw Massacre, waarvoor hij werd genomineerd als "Best Villain" (beste schurk) bij de MTV Movie Awards. Hij speelde het personage andermaal in de prequel The Texas Chainsaw Massacre: The Beginning (2006).

## Filmografie
- 2016 (2017) – Crow
- Chuck Hank and the San Diego Twins (2017) – baron D
- Sky (2015) – Jesse
- Some Kind of Hate (2015) – vader van Lincoln
- Mother's Day (2010) – Quincy, schoonmaker
- Chasing 3000 (2010) – bendelid
- Dracula's Guest (2008) – Graaf Dracula
- Stiletto (2008) – nazi-biker
- The Texas Chainsaw Massacre: The Beginning (2006) – Thomas "Leatherface" Hewitt
- Seven Mummies (2006) – Blade
- The Curse of El Charro (2005) – El Charro
- The Texas Chainsaw Massacre (2003) – Thomas "Leatherface" Hewitt
- Black Mask 2: City of Masks (2002) – Iguana
- Scooby-Doo (2002) – grothandlanger
- The Lobo Paramilitary Christmas Special (korte film, 2002) – Lobo
- Rollerball (2002) – Halloran
- Pearl Harbor (2001) – Joe
- Any Given Sunday (1999) – Patrick "Madman" Kelly
- Higher Learning (1995) – Knocko
- Street Fighter (1994) – Zangief
- Cyborg 3: The Recycler (1994) – Jocko
- The Program (1993) – Steve Lattimer
- Batman Returns (1992) – Charles "Chip" Shreck
- Necessary Roughness (1991) – Wyatt Beaudry
- Hudson Hawk (1991) – Butterfinger
- Dragonfight (1990) – toeschouwer cafégevecht